# Numidia
Numidia ősi afrikai berber királyság volt, később pedig római provincia Afrika északi partján, Africa és Mauretania provinciák között. Az ősi Numidia ma Algéria keleti partvidéke.

## A rómaiak előtt
A Numidia által az ókorban jelölt régió változott az idő folyamán. Kezdetben (ahogy Polübiosz és más történészek látták a Kr. e. 3. században) a Karthágótól nyugatra fekvő területet jelölte, azaz az egész Magrebet a Mulucha (Muluya) folyóig.
A numidiaiakat törzsek két csoportjába sorolták: keleten a masszülioszok (lat. massyli) és nyugaton a maszaiszülioszok (lat. massaesyli). A második pun háború idején a keleti törzsek a rómaiakat, a nyugatiak Karthágót támogatták. A háború végén a győztes rómaiak az egész területet Mauretániától a karthágói határvidékig Masszinissza (meghalt Kr. e. 148-ban) nyugati királynak adományozták a délkeleti Cyrenaicával együtt, így Numidia teljesen körülvette Karthágót, kivéve a tenger felől.

## Provincia, változó határokkal
Miután Iugurtha király a rómaiak rabjaként Kr. e. 106-ban meghalt, nyugat-Numidiát Bocchus, Mauretania királya kapta, a maradék területeket pedig (Cyrene és környéke kivételével) továbbra is bennszülött hercegek uralták Julius Caesar és Pompeius polgárháborújáig. Numidia egy időre Africa Nova provincia lett, de Augustus az actiumi csata után visszaadta II. Jubának. 
Röviddel ezután, Kr. e. 25-ben, Juba ehelyett Mauretania trónját kapta, Numidiát pedig felosztották Mauretania és Africa Nova között. Septimius Severus alatt, 193-ban, Numidiát leválasztották Africa Vetus provinciáról, és ettől kezdve császári procurator kormányozta. Diocletianus új államszervezetében Numidia egyike lett Africa kerület hét provinciájának Numidia Cirtensis néven.
Numidia erre az időre már erősen romanizálódott, és számos városa volt. A vandálok inváziója (Kr. u. 428) után lassú hanyatlásnak és sivatagosodásnak indult.

## Városok
Jelentősebb városai voltak: Északon Cirta, a főváros, Rusicada nevű kikötőjével; Hippo Regius (közel Bonához), amely Hippói Szent Ágoston székhelyeként ismert. 
Délre a katonai utak Theveste (Tebessa) és Lambaesis (Lambessa) felé vezetett
Lambaesis a III. Augusta légió állomáshelye volt, és a legfontosabb stratégiai csomópont a régióban, amely a Mons Aurasius hágóit őrizte. Ez a hegy választotta el Numidiát Gaetulia sivatagi törzseitől. Mindezeken kívül még 20 városról tudunk, amelyek megkapták a római kolónia státuszt. Az 5. században pedig a Notitia Dignitatum nem kevesebb, mint 123 püspöki székhelyet számlál itt meg, amelyeknek püspökei 479-ben Karthágóban tartottak zsinatot.

## Numidia királyai
Kelet-Numidia:
- Szüphax (Kr. e. 215 – Kr. e. 202)
- Vermina (Kr. e. 202 - ?)
- Arkhobarzanész (?)

Nyugat-Numidia:
- Zelalsen (?)
- Gaia (? – Kr. e. 207)
- Oezalkész (Kr. e. 207 – Kr. e. 206)
- Mazaetullus (régens)
- Kapussza (Kr. e. 206)
- Lakumazész (Kr. e. 206)
- Masszinissza (Kr. e. 206 - ?Kr. e. 202)

Numidia:
- Masszinissza (Kr. e. 202 – Kr. e. 148)
- Mikipsza (Kr. e. 148 – Kr. e. 118)
- Gulussza (Kr. e. 148 – Kr. e. 145)
- Masztanabal  (Kr. e. 148 – Kr. e. 145)
- Adherbal (Kr. e. 118)
- I. Hiempszal (Kr. e. 118)
- Jugurtha (Kr. e. 118)
- Adherbal (Kr. e. 118 – Kr. e. 112)
- Jugurtha (Kr. e. 118 – Kr. e. 106)
- Gauda (Kr. e. 106 – Kr. e. 88)
- II. Hiempszal (Kr. e. 88 – Kr. e. 60)
- I. Juba (Kr. e. 60 – Kr. e. 46)
- Római Köztársaság (Kr. e. 46 – Kr. e. 30)
- II. Juba (Kr. e. 30 – Kr. e. 25)

Beolvadt területként:
- Római Birodalom (Kr. e. 25-395)
- Nyugatrómai Birodalom (395-429)
- Vandálok (429-534)
- Keletrómai Birodalom (534-698) Afrikai Exarchátus
- Arab Kalifátus (698-tól)